# Euploca strigosa
Euploca strigosa är en strävbladig växtart som först beskrevs av Carl Ludwig von Willdenow, och fick sitt nu gällande namn av Diane och Hilger. Euploca strigosa ingår i släktet Euploca och familjen strävbladiga växter. Inga underarter finns listade i Catalogue of Life.